# 괴와구려
괴와구려(愧窩舊廬)는 경상북도 안동시 임하면 임하1리에 있다. 2010년 3월 12일 안동시의 문화유산 제41호로 지정되었다.